# Jahrbücher für Wissenschaftliche Botanik
Jahrbücher für Wissenschaftliche Botanik (abreviado Jahrb. Wiss. Bot.) fue una revista con ilustraciones y descripciones botánicas editada en Berlín. Se publicaron 91 números desde 1858 hasta 1944.